# Luftschutzbunker (Wiesbaden)

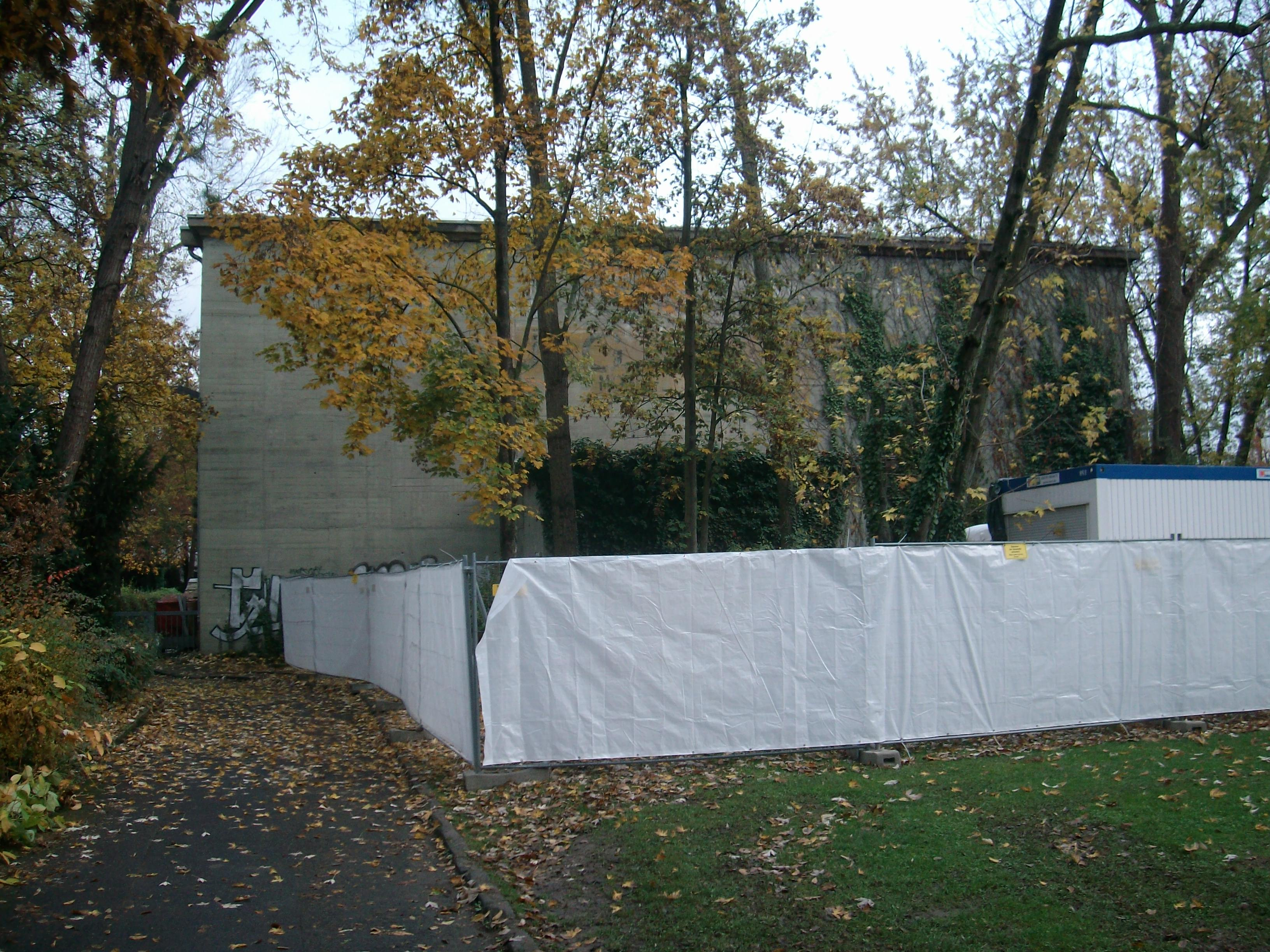
Der Bunker während der Sanierung 2009/2010

Der Luftschutzbunker (auch Wehrmachtsbunker genannt) in der Friedrich-Ebert-Allee 8 in Wiesbaden ist eine der drei großen städtischen Luftschutzanlagen für den Zivilschutz der Wiesbadener Bevölkerung aus dem Zweiten Weltkrieg. Der monumentale Betonkubus mit vorgebautem Mitteleingang wurde während des Zweiten Weltkriegs als Hochbunker mit offiziell 647 Schutzplätzen errichtet. Er steht heute unter Denkmalschutz und wirkt als Mahnmal für die Stadtgeschichte Wiesbadens, besonders die schweren Luftangriffe im Oktober 1944 und Februar 1945. Der von der Straße zurückgesetzte Bauplatz unmittelbar neben dem von 1958 bis 1960 erbauten Finanzministerium wurde seinerzeit auf einem Sportplatzgelände errichtet.

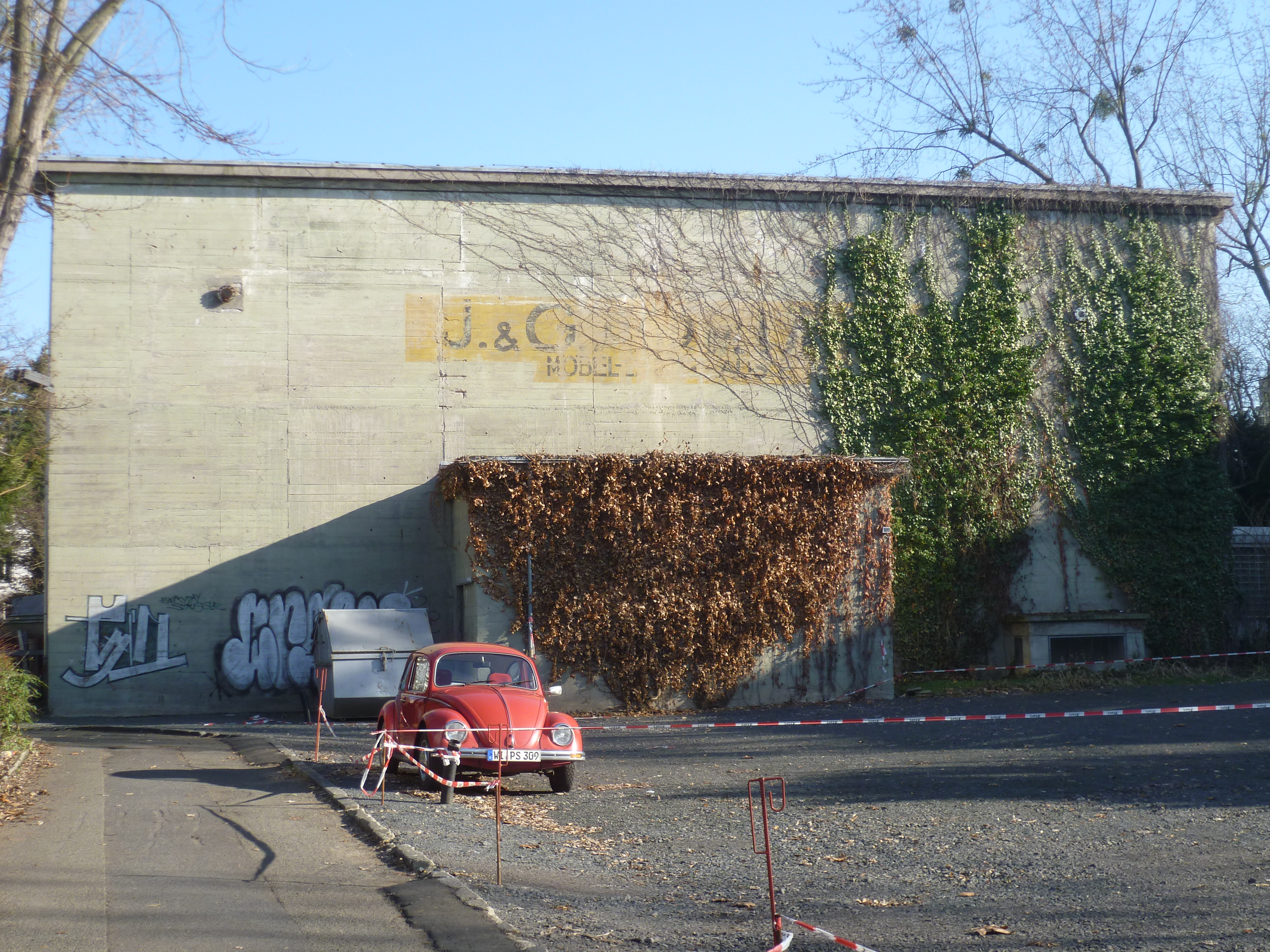
Der Bunker

Ein großer zivil genutzter Luftschutzbereich befand sich an der Coulinstraße in einem weitverzweigten Stollensystem. Dieser war schnell überfüllt.

## Beschreibung
Die Anlage weist vier Etagen auf, auf die sich 28 Räume verteilen. Die Außenwände sind rund zwei Meter dick und aus Stahlbeton hergestellt.

## Geschichte
Die Errichtung des Bunkers erfolgte 1939. In den letzten Tagen des Zweiten Weltkriegs diente der Bunker als Befehlsstand für den Wiesbadener Stadtkommandanten. Nachdem der Stadtkommandant in den frühen Morgenstunden des 28. März 1945 Wiesbaden verlassen hatte, wurde auf dem Bunker zur Kapitulation vor den amerikanischen Truppen die weiße Fahne gehisst. Unbelegbar ist die Spekulation, dass der Stadtkommandant die Kapitulation hier auch erklärt hat.
Nach dem Krieg diente der Bunker unter anderem als Möbellager. 1982 wurde er in das Zivilschutzprogramm mitaufgenommen.

## Heutige Nutzung
Heute dient der Bunker sowohl als Lagerraum und Archiv für das Finanzministerium wie auch für das Landesmuseum als Depot etwa für Ausgrabungsfunde. Eine Umnutzung als Proberaum für Musikbands musste aufgrund des baulichen Zustands und der Fluchtwegesituation im Jahr 2009 verworfen werden.
Nach wie vor kann der Bunker allerdings auch für den Zivilschutz mit einer entsprechenden Vorlaufzeit reaktiviert werden.